# Себастиан Хенге
Себастиан Хенге (на немски: Sebastian Hähnge) е немски футболист. Роден е на 11 март 1978 г. в Магдебург, Германия. Играе в Ханза Росток като нападател. Започва кариерата си в родния клуб ФК Магдебург. Играл е още в отборите на Кемницер и Динамо Дрезден. В периода юни 2003 – юли 2004 си взима почивка от футбола и живее в Австралия. В началото на сезон 2004 – 2005 се завръща в игра за Карл Цайс Йена. През 2006 г. преминава в Ханза Росток и има заслуга за класирането на отбора в елита.